# ورنر هارتمن (فیزیکدان)
ورنر هارتمن (انگلیسی: Werner Hartmann؛ زاده ۳۰ ژانویه ۱۹۱۲ درگذشته ۸ مارس ۱۹۸۸) یک فیزیک‌دان اهل آلمان بود.